# Zsuzsa Koncz
Zsuzsa Koncz, mađarska pop-pjevačica, pjevačica šlagera i šansona te jedna od najpoznatijih mađarskih glazbenica 20. stoljeća. Tijekom karijere izdala je četrdesetak nosača zvuka, od čega nekoliko i s pjesmama na njemačkom jeziku za njemačko i austrijsko tržište. Neke od njezinih pjesama postale su dijelom mađarskog folklora. Poznata je po brojnim turnejama po Zapadnoj Njemačkoj, a pjevala je i u Francuskoj, SAD-u i Japanu. Smatra se najvećom predstavnicom mađarske pop-scene te je zbog velike popularnosti tijekom cijelog glazbenog djelovanja dobila naslov mađarske pop-ikone. Dobitnica je odlikovanja Legije časti. Glumila je i u nekoliko mađarskih filmova i televizijskih serija.